# Jodie Markell
Jodie Markell (Memphis, 13 aprile 1959) è un'attrice e regista statunitense.

## Filmografia

### Regista
- L'amore impossibile di Fisher Willow (The Loss of a Teardrop Diamond) (2008)

### Attrice
- Stress da vampiro (Vampire's Kiss), regia di Robert Bierman (1988)
- Lei, io e lui (Ich und Er), regia di Doris Dörrie (1988)
- Mystery Train - Martedì notte a Memphis (Mystery Train), regia di Jim Jarmusch (1989)
- Sognando Manhattan (Queens Logic), regia di Steve Rash (1991)
- Nome in codice: Nina (Point of No Return), regia di John Badham (1993)
- Il mio primo bacio (My Girl 2), regia di Howard Zieff (1994)
- Jimmy Hollywood, regia di Barry Levinson (1994)
- Insomnia, regia di Carol Stein e Susan Wittenberg (1994)
- A Worn Path, regia di Bruce Schwartz (1994)
- Safe, regia di Todd Haynes (1995)
- Drop Back Ten, regia di Stacy Cochran (2000)
- Hollywood Ending, regia di Woody Allen (2002)
- 24 ore (Trapped), regia di Luis Mandoki (2002)
- Easter, regia di Richard Caliban (2002)
- Noise, regia di Tony Spiridakis (2004)
- 12 and Holding, regia di Michael Cuesta (2005)
- Sweet Land, regia di Ali Selim (2005)
- Big Love (2006-2007) - serie TV
- Joshua, regia di George Ratliff (2007)
- Keep the Lights On, regia di Ira Sachs (2012)
- Law & Order - Unità vittime speciali, Serie TV - episodio 15x14 (2014)